# Bankeryd
Bankeryd est une localité de Suède peuplée de 6 498 habitants. Elle se situe dans la proche banlieue de Jönköping.
Nina Persson du groupe The Cardigans est originaire de Bankeryd.

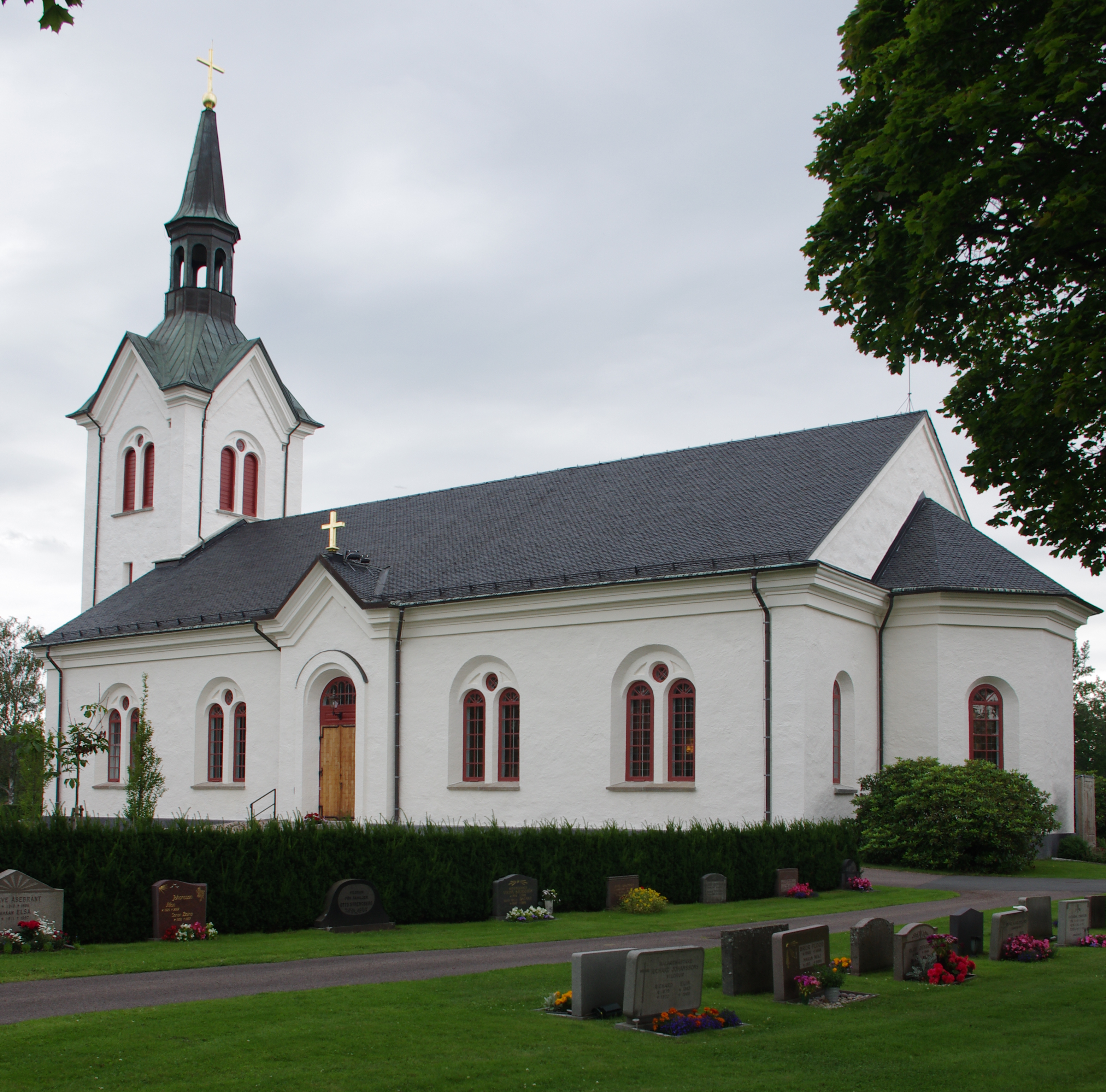
L'église.